# Prunus strobilifera
Prunus strobilifera — вид квіткових рослин з родини трояндових (Rosaceae). Ареал охоплює такі країни: Колумбія, Венесуела.

## Середовище
Росте в туманних лісах на висотах від 1800 до 2000 м. Вид під загрозою через фрагментацію лісів, що виникла внаслідок сільськогосподарської діяльності, вирощування кавових культур та міської забудови.

## Морфологічна характеристика
Це дерево близько 20 м заввишки.